# سیارک ۱۷۴۰۸
سیارک ۱۷۴۰۸ (به انگلیسی: 17408 McAdams، نامگذاری:1987UZ1) هفده هزار و چهارصد و هشتمین سیارک کشف شده‌است که در ۱۹ اکتبر ۱۹۸۷ کشف شد.
قدر مطلق سیارک برابر ۱۴٫۳۰ است.